# Laura Cardoso
Laura Cardoso (São Paulo, 13 settembre 1927) è un'attrice e doppiatrice brasiliana.
Il suo nome completo è Laurinda de Jesus Cardoso Balleroni.

## Biografia
Pioniera del piccolo schermo in Brasile, ha esordito artisticamente a 15 anni in palcoscenico: è in seguito approdata al teleteatro di TV Tupi, per poi lavorare nelle novelas. Nel 1962 ha intrapreso anche la carriera cinematografica. Il suo curriculum artistico conta più di 20 film e 70 prove televisive tra miniserie e telenovelas, spesso in ruoli di contorno ma significativi (Brillante, Nido di serpenti, Mamma Vittoria).
Ha ottenuto molti riconoscimenti tra cui il Troféu Mário Lago nel 2002 e l'Ordem do Mérito Cultural, concessole nel 2006 dal presidente Lula. 

## Vita privata
Vedova dell'attore-regista Fernando Balleroni, ha due figlie, Fatima e Fernanda.

## Filmografia

### Telenovelas e miniserie
- Tribunal do Coração (1952)
- Casa de Bonecas (1958): Nora
- Os Miseráveis (1958)
- A Noite Eterna (1962): Marta
- Moulin Rouge, a vida de Toulouse-Lautrec (1963): contessa
- Gutierritos, o Drama dos Humildes (1964): Rosa
- Olhos que Amei (1965): Zoraia
- Fatalidade (1965): Nicole
- Abnegação (1966): Gilda
- Os Miseráveis (1967): Fantine
- Os Rebeldes (1967): Margarida
- A Última Testemunha (1968): Mariana
- Algemas de Ouro (1969): Leonor
- As Pupilas do Senhor Reitor (1970): Teresa
- Os Deuses Estão Mortos (1971): Júlia
- Os Fidalgos da Casa Mourisca (1972): Gabriela
- O Leopardo (1972): Carmen
- Ovelha Negra (1975): Donana
- Os Apóstolos de Judas (1976): Fátima de Conceição
- Gaivotas (1979): Veronica
- Brillante (Brilhante) (1981): Alda Sampaio
- Nido di serpenti (Ninho da serpente); altro titolo: Parenti terribili (1982): Eugênia
- Renúncia (1982): Margarida
- Mamma Vittoria (Pão Pão, Beijo Beijo) (1983): Donana
- Livre para Voar (1984): Caroline
- Expresso Brasil (1987): Dorotéia Cajazeira
- Fera Radical (1988): Marta/ Mirtes
- Rainha da Sucata (1990): Iolanda Maia
- Felicità (Felicidade) (1991): Cândida
- Donne di sabbia (Mujeres de arena) (1993): Isaura Araújo
- A Viagem (1994): Guiomar Muniz
- Irmãos Coragem (1995): Sinhana
- Explode Coração (1995): Soraya
- Salsa e Merengue (1996): Ruth
- Os Miseráveis (1996): Fantine
- Meu Bem Querer (1998): Yeda
- Vila Madalena (1999): Deolinda
- Vidas Cruzadas (2000): Natália Oliveira Barros
- A Padroeira (2001): Silvana
- Terra nostra 2 - La speranza (Esperança) (2002): Madalena
- Agora que São Elas (2003): cartomante
- Chocolate com pimenta (2003): Carmem da Silva
- Como Uma Onda (2004): Dona Francisquinha
- Hoje é Dia de Maria (2005): Senhora dos Dois Mundos
- Belíssima (2006): Lídia Falcão
- O Profeta (2006): Abigail
- Desejo Proibido (2007): Sebastiana
- Duas caras (2007): Alice
- Ciranda de Pedra (2008): Prosópia
- Caminho das Índias (2009): Laksmi Ananda
- Araguaia (2010): Mariquita
- Gabriela (2012): Maria Doroteia Leal (Dodô Tanajura)
- Flor do Caribe (2013): Veridiana
- Segunda Dama (2014): Sarah Garcez
- Boogie Oogie (2014): Lúcia
- Imperio (2014): Jesuína Ferreira
- Sol Nascente (2016)
- O Outro Lado do Paraíso (2017)
- A Dona do Pedaço (2019)

### Film
- O Rei Pelé (1962)
- O Homem das Encrencas (1964): Lídia
- Quatro Brasileiros em Paris (1965): Nicole
- Corisco, O Diabo Loiro (1969)
- Já não Se Faz Amor como Antigamente (1976)
- Tiradentes, O Mártir da Independência (1977)
- Ariella : Helena (1980)
- Um Casal de Três (1982): Shirley
- Quincas Borba (1987)
- Adultério (1988)
- Lua Cheia (1989)
- Terra Estrangeira (1995): Manuela
- Uma Aventura do Zico (1998)
- Através da Janela (2000): Selma
- Copacabana (2001): Salma
- Morte (2002)
- No Bar (2002)
- O Outro Lado da Rua (2004): Patolina
- Fica comigo Esta Noite (2006): Mariana
- Clarita (2007): Clarita
- Primo Basílio (2007): Tia Vitoria
- Casa da Mãe Joana (2008): Dona Herly
- Amazônia Caruana (2010): Avó Pocaru
- Muita Calma Nessa Hora (2010): Abuelita